# Waterhen 45
Waterhen 45 är ett reservat i Kanada.   Det ligger i provinsen Manitoba, i den sydöstra delen av landet, 1 900 km väster om huvudstaden Ottawa.
I omgivningarna runt Waterhen 45 växer i huvudsak blandskog. Trakten runt Waterhen 45 är nära nog obefolkad, med mindre än två invånare per kvadratkilometer.